# Linear C

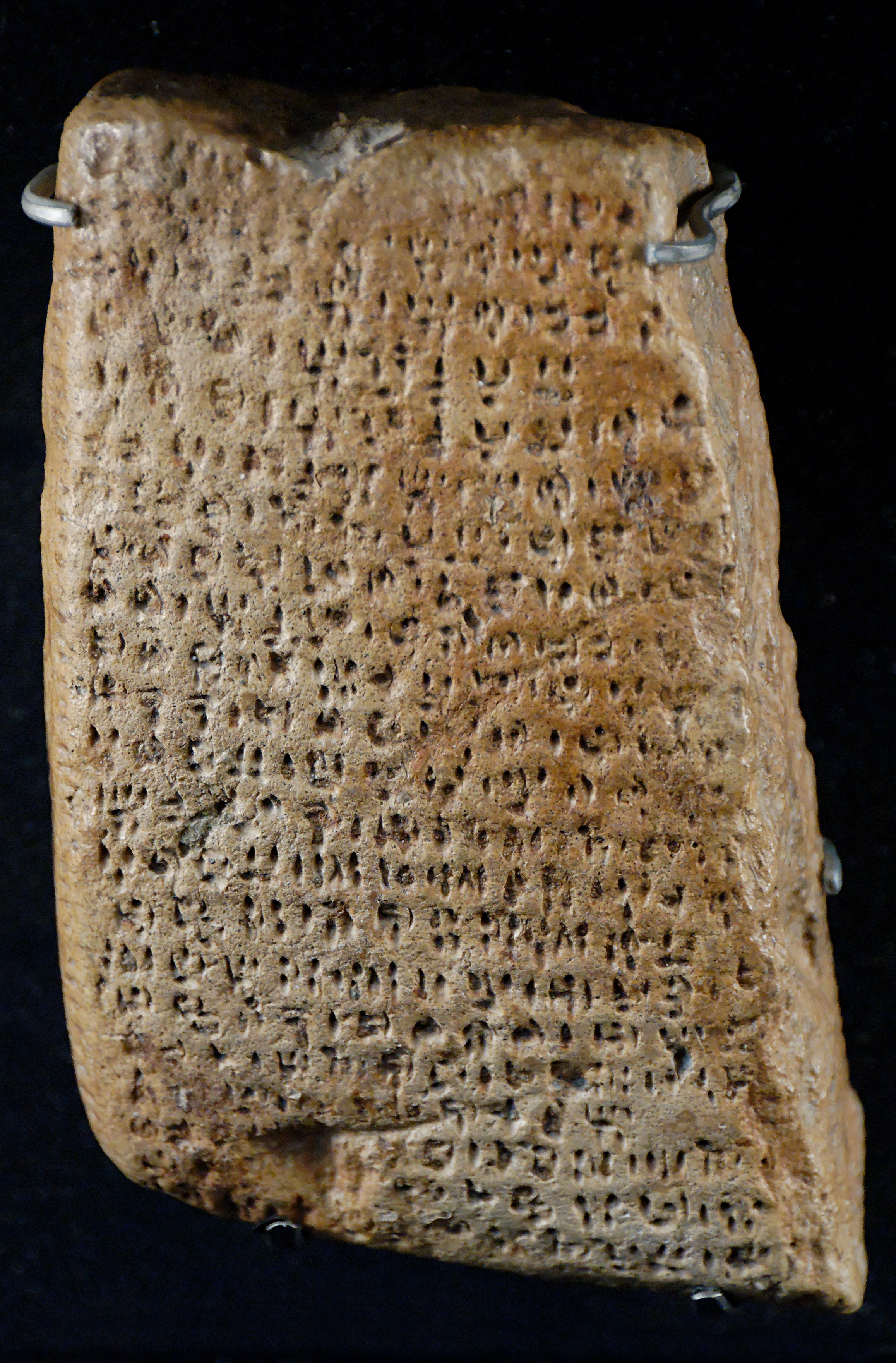
Tabuinha cipro-minoica de Enkomi no Louvre

Linear C, também conhecido como silabário cipro-minoico (abreviação CM) é um silabário indecifrado escrito e falado em Chipre entre 1 550 e 1 050 a.C. O termo cipro-minoico foi empregado por Arthur Evans em 1909, com base na semelhança visual com o Linear A, do qual se pensa que o CM é derivado. Foram encontrados aproximadamente 250 objetos com inscrições cipro-minoicas, incluindo tabuletas de argila, suportes votivos, cilindros de barro e bolas de barro. Foram descobertas inscrições semelhantes em vários locais de Chipre, bem como nas antigas cidades de Ugarite e Lataquia, na costa síria.
As inscrições foram classificadas por Emilia Masson em quatro grupos intimamente relacionados: CM arcaico, CM1 (também conhecido como Linear C), CM2 e CM3, embora alguns estudiosos discordem desta classificação. Pouco se sabe sobre a origem dessa escrita, ou qual era a sua função. No entanto, seu uso continuou na Idade do Ferro, formando uma ligação para o silabário cipriota (então já decifrado), usado para escrever grego antigo.
A mais antiga inscrição conhecida em CM é uma tábua de argila descoberta em 1955 no antigo sítio de Enkomi, perto da costa leste do Chipre. Datado de 1 500 a.C., originou três linhas escritas. Em selos de argila encontrados em Enkomi, foram detectados longos textos (com mais de 100 caracteres). Provavelmente as bolas e selos de barro tinham relação com a manutenção dos registros econômicos do Chipre minoico, considerando o grande número de referências cruzadas entre os textos.
A quantidade de fontes da escrita Linear C não são suficientemente grandes para que seja possível sua decifração. Além disso, diferentes línguas podem ter sido representadas pelo subsistema cipro-minoico, e sem a descoberta de textos bilíngues ou muitos mais textos em cada subsistema, a decifração é extremamente improvável. De acordo com Thomas G. Palaima, "todos os sistemas antigos e atuais de decifração do cipro-minoico são improváveis".